# Uzaki Rjúdó
Uzaki Rjúdó (宇崎 竜童; Hepburn: Ryūdō Uzaki; Kiotó, 1946. február 23. –) japán zenész, zeneszerző, zenei producer és színész. Felesége, Aki Jóko dalszövegíró, színésznő, regényíró és esszéista. Gyakran közösen írnak dalokat különböző előadók számára. Elsősorban Jamagucsi Momoe énekesnőnek írt slágereik miatt ismertek. 1973-ban alapította meg első zenekarát, a Down Town Boogie-Woogie Bandet, amely 1981-es feloszlásáig több slágerlistás dalt is írt. 1985-ben megalapította a Ryudogumit, mellyel 1990-ig négy stúdióalbumot jelentett meg. 1992 és 1998 között a Rjúdó Uzaki & RU Conection with Inoue Takajuki elnevezésű együtteseben zenélt. Sikeres szólókarriert is tudhat maga mögött, többek között ő szerezte az Ifjú mester Jackie Chan-film zenéjét és közreműködött a Kamen Rider Black tokuszacu zenei anyagánál is. Első filmszerepét a Torakku jaró: Go-iken mujó című akciófilmben kapta. 1981-ben a zenei piacon nyújtott kiemelkedő teljesítménye miatt elnyerte a Japán Akadémiai Díjat, 1983-ban a Jokohama Filmfesztivál legjobb színészének járó díját a Tattoo ariban nyújtott alakítása miatt.

## Diszkográfia
- Kislemezek
  - Don’t Look Back/Naki John Lennon to Jóko Fúdzsin ni szaszagu (1981)
  - Honó no onna/Kugacu no dzsódan Club Band (1981)
  - Orokasiku mo ai osiku/Love is End (1982)
  - Csiheiszen/Day Dream (1983)
  - Zettai zecumei/Jokoszuka Story (1997)
  - Mori va ikiteiru (1997)
  - Baby/Remeber (1998)
  - Jokubó no macsi/Hushaby Seagull/Szakuszeszu (2003)
  - Sirazu sirazu nócsini/200X/Ikiteru ucsiga haha nandaze (2003)
  - I’m Proud of You/Maborosi no cúhanszeikacu/I’m Proud of You (just guitar just vocal) (2004)
- Stúdióalbumok
  - Blossom – 35 (1981)
  - R.U/Debut (1982)
  - In and Out (1983)
  - Sinajaka ni sitataka ni: Onna tacsi e (1994)
  - Sinajaka ni sitataka ni: Onna tacsi 2 (1994)
  - Sweet Soul Ballad (1998)
  - Sad & Blue (2002)
  - Smoke & Bourbon (2002)
  - The Way Hame: Tódzso Nite (2003)
  - Blues de sini na (2008)
- Koncertfelvételek
  - Bunraku ningjó szonezaki sindzsú Rock (2003)

## Filmszerepei
- Filmek
  - Torakku jaró: Go-iken mujó (1975)
  - Szonezaki sindzsú (1978)
  - Simoocsiai jakitori Movie (1979)
  - Szonogo no dzsingi naki tatakai (1979)
  - G.I. Samurai (1979)
  - Mr. Mrs. Miss Lonely (1980)
  - Station (1981)
  - Tattoo ari (1982)
  - Shanghai Rhapsody (1984)
  - Umi e See You (1988)
  - 47 Ronin (1994)
  - Dora-heita (2000)
  - Godzilla, Mothra and King Ghidorah: Giant Monsters All-Out Attack (2001)
  - Tocunjú szejo! Aszama szanszó dzsiken (2002)
  - Antena (2004)
  - Devilman (2004)
  - Karaoke: Dzsinszei kamihitoe (2005)
  - Orivonza kara no sótaidzsó (2007)
  - Onpu to konbu (2008)
  - The Homeless Student (2008)
  - Bokura no Wonderful Days (2009)
- Doramák
  - Hisszacu sivaza hito (1976)
  - Asura no gotoku (1979–1980)
  - Juki no asita ni (1987)
  - Jume no iszu (1990)
  - Crane/Tocuzen no hómon sa (1995)
  - Gift (1997)
  - Kaze no negai (1997)
  - Umi ni kaeru hi (1999)
  - Kjaccsibóru hijori (1999)
  - Naniva kinjúdó Part 4 (1999)
  - Szaigo no Strike (2000)
  - Hódzsó dzsisú (2001)
  - Hikon kazoku (2001)
  - Kjúkjú kjúmei-si: Makita Szaori (2002)
  - Message: Kotoba ga uragitte iku (2003)
  - Hagetaka: Road to Rebirth (2007)
  - Keidzsi no genba (2008)
  - Maison ikkoku (2007–2008)
  - Kuruma no futari: Tokyo Drive Stories (2011)
  - Another Face: Keidzsi szómu-ka ótomo tecu (2012)
  - Macumoto Szeicsó bocugo 20-nen tokubecu kikaku: Ruszu taku no dzsiken (2013)
  - Aibó 12. évad, újévi különadás (2014)
  - Tensi to akuma: Mikaikecu dzsiken tokumei kósóka (2015)
  - Love Song (2016)